# 나오스
나오스(Naos)는 고물자리에 있는 별이다. 이 별의 이름은 그리스어 ναύσ에서 온 것으로 그 뜻은 '배'이다. 바이어 명명법에 의하면 고물자리 제타(ζ Pup / ζ Puppis)로 읽는다. 아랍권에서는 수하일 하다르(سهيل هدار, →울부짖는 밝은 자)로 부른다.

## 물리적 특성
나오스의 분광형은 O4If로 광도 분류에 따르면 초거성이다. 질량은 태양의 22.5배에서 55배, 반지름은 태양의 14배, 표면온도는 42,000K으로 추정되나 이 모든 값은 매우 불확실하다. 예전 자료는 지구에서 더 멀고 질량이 태양 질량의 55배나 되는 질량과, 반지름 모두 더 크게 나왔으나 새로운 관측 자료로는 앞의 모든 값들이 절반으로 깎인다. 예전에는 나오스가 고무 성운 근처 돛자리의 항성 탄생지역(Vela complex)의 구성원으로 지구로부터 약 1,400광년 떨어진 것으로 추정했으나, 2008년 히파르코스 위성의 측정 결과 실제로는 우리와 더 가까이 있는 것으로 확인되었는데 그 거리는 약 1092광년(335파섹, 오차범위는 ±4%)이다. 시선속도로 새로 구한 나오스의 거리를 볼 때 이 별은 약 200만 년 전 트럼플러 10의 OB 성협과 스쳐 지나간 것으로 보인다. 나오스가 고무 성운을 남긴 초신성의 짝별이었다는 학설도 있다.
나오스는 아주 뜨겁고 밝은 별이며, 밤하늘에서 보이는 몇 안 되는 O형 별이다. 나오스의 겉보기 등급은 2.21로 밤하늘에서 62번째로 밝은 별이며 절대등급은 -6.1로 우리 은하에서 매우 밝은 별들 가운데 하나이다. 나오스를 만약 시리우스 자리(약 8.7광년)까지 당겨 온다고 가정할 경우, 지구에서 바라보았을 때의 겉보기 등급은 -9 정도가 된다. 이 밝기는 반달의 그것과 거의 비슷하다. 나오스가 뿜는 에너지 역시 막대한데 가시광선 영역만 측정하면 우리 태양보다 약 12,500배 더 밝다. 그러나 청색 초거성은 복사에너지의 대부분을 자외선 영역에서 내보내기 때문에 모든 방출 에너지의 양을 고려할 경우, 나오스의 절대복사광도는 태양의 약 50만 배에 이른다.
나오스는 청색 초거성이지만 반경은 그다지 크지 않다. 대체로 청색 초거성은 적색 거성같이 거대하지 않으며 나오스의 경우 반지름이 태양의 14배 정도이다. 물리적인 반지름만 따지면 적색 초거성이 청색 별보다 더 크다.
나오스는 매우 강력한 항성풍을 내보내고 있어 수십년 전부터 천문학자들의 관심을 받아 왔다. 이 별의 항성풍 속도는 초당 2,500 킬로미터로 매년 태양질량의 100만 분의 1을 잃고 있으며 이는 태양의 질량상실 속도의 1천만 배 정도이다. 이런 질량방출은 전파나 엑스선과 같이 눈에 보이지 않는 파장에서 확연하게 관측된다.

## 헬륨
1896년 에드워드 피커링은 나오스로부터 불가사의한 분광선들을 관측했는데 반정수를 정수로 대체할 경우 뤼드베리 공식과 맞았다. 이후 이 불가사의함의 원인은 이온화된 헬륨 때문인 것으로 드러났다.

## 같이 보기
- 가장 밝은 별 목록